# 윌런스 빙하류

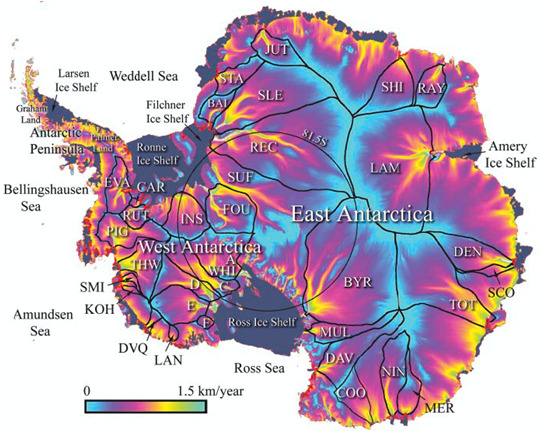
남극 평형 속도 (측정된 속도가 아니라 구동 응력 분포에서 추론된 것임에 유의하며, 광범위한 패턴은 실제 표면 속도를 강하게 반영함).

윌런스 빙하류(Whillans Ice Stream, 남위 83° 40′  서경 145° 00′  / 남위 83.667°  서경 145.000° )는 서남극 빙상의 빙하 지형으로, 이전에는 빙하류 B(Ice Stream B)로 알려졌으나, 2001년에 오하이오 주립 대학교의 빙하학자 이언 윌런스를 기리기 위해 이름이 변경되었다.

## 연구
윌런스 빙하류는 서남극 빙상에서 로스 빙붕으로 흘러 들어가는 약 6개의 크고 빠르게 움직이는 빙하의 강 중 하나이다. 이 빙하류는 다양한 빙하학 연구의 대상이 되는데, 그중 하나는 주기적으로 차오르거나 빠지면서 얼음의 움직임을 가속화할 수 있다고 연구자들이 믿는 빙저호를 조사하는 것이다.
미국 국립과학재단의 자금 지원을 받은 다른 연구자들은 2008년 6월 5일자 학술지 네이처에 지진 및 GPS 데이터로부터 윌런스 빙하류가 매일 두 차례의 지진파를 방출하며, 각각은 M7급 지진에 해당한다고 보고했다. 데이터에 따르면 이 얼음 강은 약 30분 안에 약 0.5미터를 이동하고, 12시간 동안 정지한 후 중력 조석과 동조하여 다시 0.5미터를 이동한다. 이동할 때마다 남극 전역과 심지어 6,400km 이상 떨어진 오스트레일리아까지의 지진계에 기록되는 지진파를 방출한다. 2024년에는 이 빙하류에서 발생하는 크고 느린 지진 현상이 인접한 로스 빙붕을 수분 내에 최대 6 cm까지 갑작스럽게 이동시키며, 빙붕 내에 갇힌 지진파가 북쪽으로 전파되는 것으로 나타났다.
2007년에는 ICESat 위성(Fricker 외, 2007)의 반복 추적 데이터를 사용하여 윌런스 빙하류 아래에 여러 개의 상호 연결된 빙저호로 구성된 활성 빙저수 시스템이 발견되었다. 이 활성 호수 중 하나인 빙저 윌런스 호는 미국 국립과학재단이 자금을 지원하는 주요 시추 프로그램(윌런스 빙하류 빙저 접근(WISSARD))의 대상이 되었으며, 2013년 1월 28일에 성공적으로 호수에 도달했다.
2015년 1월, 접지선 근처에서 시추 작업을 통해 얼음 아래 어둡고 차가운 물에 서식하는 물고기, 갑각류, 해파리 군집이 발견되었다. 원격 카메라로 촬영된 이미지에는 20 센티미터 (7.9 in) 크기의 물고기와 옆새우가 보였다.

## 같이 보기
- 콘웨이 빙맥